# Улица Комарова (Челябинск)
У́лица Комаро́ва (до переименования — Бульварная улица) — одна из центральных улиц Тракторозаводского района Челябинска, названа в честь В. М. Комарова — дважды Героя Советского Союза, лётчика-космонавта СССР.

## Описание
Улица Комарова начинается от улицы Мамина на северо-востоке Челябинска и спускается до Салютной улицы к саду Победы.
Согласно градостроительного плана здесь всегда был именно проспект, а не улица. Даже когда в некоторых местах не было проезда, и большую часть занимал сквер.
В привычном виде проспект отстроили в самом начале «нулевых».

## Здания и сооружения
По нечётной стороне:
- Дом 39 — Многофункциональный центр по предоставлению государственных и муниципальных услуг (МФЦ)
- Дом 41 — Челябинский филиал Российской академии народного хозяйства и государственной службы (РАНХиГС) (корпус № 2)

По чётной стороне:
- Дом 26 — Челябинский филиал Российской академии народного хозяйства и государственной службы (РАНХиГС) (корпус №1)
- Дом 112 — Сберегательный банк РФ (УБСР) Челябинское отделение № 8597
- Дом 112б — детский сад № 393

## Транспорт
- Автобусы: 1, 34
- Маршрутные такси: 9, 23/32, 29, 33, 47, 52, 72а, 78, 83, 86

Остановки общественного транспорта:
- Завалишина
- Октябрьская
- Магазин Шатура
- ДК Ровесник
- Отделочные Материалы